# درو ميلر (لاعب كرة قدم أمريكية)
درو ميلر (بالإنجليزية: Drew Miller)‏ هو لاعب كرة قدم أمريكية أمريكي، ولد في 6 يوليو 1985 في بادوكا في الولايات المتحدة.

## وصلات خارجية
- درو ميلر على موقع مرجع كرة القدم المحترفة.كوم (الإنجليزية)